# Il mistero scorre sul fiume
Il mistero scorre sul fiume (Hébiān de cuòwù) è un film del 2023 diretto da Wei Shujun, tratto dal racconto Errore in riva al fiume di Yu Hua, contenuto nella raccolta Torture (1997).

## Trama
In un piccolo villaggio della Cina rurale degli anni novanta viene rinvenuto il cadavere di una donna uccisa in riva al fiume. Le indagini della polizia portano immediatamente a un sospettato, che viene arrestato sulla base di prove schiaccianti, ma un ispettore è convinto che il vero colpevole sia ancora a piede libero e si celi tra gli abitanti.

## Distribuzione
Il film è stato presentato in anteprima il 20 maggio 2023, nella sezione Un Certain Regard del 76º Festival di Cannes. È stato distribuito nelle sale cinematografiche cinesi a partire dal 21 novembre dello stesso anno, mentre in quelle italiane da Wanted Cinema a partire dall'11 luglio 2024.

## Accoglienza

### Incassi
Il film è stato un notevole successo al botteghino patrio, cosa rara in Cina per un film d'essai e indipendente. È stato il film di maggior incasso del suo weekend d'esordio, con 90,8 milioni di yuan (12,6 milioni di dollari). Al termine delle sue prime due settimane di programmazione, ha incassato oltre 220 milioni di yuan (oltre 30 milioni di dollari). Ha incassato complessivamente 310 milioni di yuan in patria, una cifra pari a 42,7 milioni di dollari.

## Riconoscimenti
- 2023 – Festival di Cannes
  - In concorso per il Premio Un Certain Regard